# Obereopsis pseudoannulicornis
Obereopsis pseudoannulicornis là một loài bọ cánh cứng trong họ Cerambycidae.